# Sosigène d'Alexandrie
Pour les articles homonymes, voir Sosigène.
Sosigène d'Alexandrie est un astronome de la Grèce antique. Il fut consulté par le Pontifex maximus Jules César pour la réforme julienne de l'an 46 av. J.-C. Sosigène est ainsi à l'origine du calendrier julien, avec une année commune de 365 jours divisée en 12 mois, et un jour intercalaire ajouté tous les 4 ans, lors des années bissextiles.
À part deux mentions dans L'Histoire naturelle de Pline l'Ancien, on ne dispose que de très peu d'informations à son sujet.
Il est largement cité par Simplicios de Cilicie, dans son Commentaire du Livre du Ciel d'Aristote où il condamne l'hypothèse des sphères homocentriques proposée par Eudoxe, améliorée par Callippe de Cyzique puis Aristote, hypothèse incompatible avec les variations de distance constatées entre la Terre, la Lune et les planètes les plus proches.
En 1935, l'Union astronomique internationale a donné le nom de Sosigène à un cratère lunaire.